# David Otto
David Otto (Pforzheim, 3 maart 1999) is een Duits voetballer, die doorgaans speelt als centrumspits. Otto stroomde, vanuit de jeugd, in januari 2018 door naar het eerste elftal van TSG 1899 Hoffenheim. 

## Clubcarrière
Otto startte zijn loopbaan bij de jeugd van 1. FC 08 Birkenfeld en werd in 2012 overgenomen door de jeugd van TSG 1899 Hoffenheim. Op 7 december 2017 mocht hij zijn eerste minuten in het eerste elftal spelen. Hij kwam veertien minuten voor tijd op het veld in de groepswedstrijd van de Europa League voor Robin Hack. De wedstrijd tegen PFK Ludogorets eindigde op 1–1. Vanaf januari 2018 promoveerde Otto definitief naar het eerste elftal. Op 16 februari 2019 maakte hij zijn debuut in de Bundesliga. Vijf minuten voor tijd kwam hij Ishak Belfodil vervangen in de thuiswedstrijd tegen Hannover 96. De wedstrijd werd met 3–0 gewonnen.

## Clubstatistieken
| Seizoen | Club                    | Competitie    | Competitie | Competitie | Beker | Beker | Internationaal | Internationaal | Totaal | Totaal |
| Seizoen | Club                    | Competitie    | Wed.       | Dlp.       | Wed.  | Dlp.  | Wed.           | Dlp.           | Wed.   | Dlp.   |
| ------- | ----------------------- | ------------- | ---------- | ---------- | ----- | ----- | -------------- | -------------- | ------ | ------ |
| 2017/18 | TSG 1899 Hoffenheim     | Bundesliga    | 0          | 0          | 0     | 0     | 1              | 0              | 1      | 0      |
| 2018/19 | TSG 1899 Hoffenheim     | Bundesliga    | 3          | 0          | 0     | 0     | —              | —              | 3      | 0      |
| 2019/20 | → 1. FC Heidenheim 1846 | 2. Bundesliga | 4          | 1          | 1     | 0     | 0              | 0              | 5      | 1      |
| Totaal  | Totaal                  | Totaal        | 7          | 1          | 1     | 0     | 1              | 0              | 9      | 1      |

## Interlandcarrière
Otto doorliep verschillende Duitse jeugdploegen. 